# Abel Bergaigne
Abel Henri Joseph Bergaigne, född den 31 augusti 1838 i Vimy (departementet Pas-de-Calais),  död den 6 augusti 1888, var en fransk språkvetenskapsman, indolog och universitetslärare.
Bergaigne inträdde, följande sin faders exempel, på tjänstemannabanan inom "Service de l'enregistrement", men på grund av sina litterära och vetenskapliga intressen övergav han henne snart för att i Paris ägna sig åt indologiska och språkvetenskapliga studier, särskilt under ledning av den såsom lärare utmärkte sanskritisten Eugène-Louis Hauvette-Besnault. Från 1867 verkade Bergaigne som lärare i sanskrit (»répétiteur») vid den nyinrättade "École pratique des hautes études en Sorbonne", en verksamhet, som avbröts av hans deltagande i fransk-tyska kriget, där han tjänade såsom löjtnant i nationalgardet. 1877 blev han lärare (maitre de conférence) vid universitetet i Sorbonne. Sedan 1885 innehade Bergaigne en särskilt för honom inrättad professur i sanskrit och jämförande indoeuropeisk språkvetenskap i Sorbonne och företrädde samma ämne såsom ledamot i Académie des inscriptions et belles-lettres. Bergaigne omkom några veckor innan han skulle ha fyllt femtio år genom en olyckshändelse på en rekreationsvandring i de franska Alperna. 
Bergaigne var en av de största sanskritlärda, som någonsin funnits. Viktigast är hans undersökningar rörande det äldsta indiska litteraturverket, Rigveda, och dess tolkning, och med anledning av dem förklarade en tysk auktoritet (Pischel) Bergaigne för den störste kännare av Rigveda, som någonsin funnits. I dessa åt den indiska exegesen och religionen ägnade undersökningar ställer Bergaigne sig alltmer i motsats till Rudolf von Roth, vilken genom den rigvediska delen i den så kallade Petersburgordboken är den egentlige grundläggaren av det vetenskapliga rigvedastudiet. Bergaigne betonade framförallt, att Rigveda långt ifrån att vara en samling av jämförelsevis enkla och primitiva minnesmärken av en ursprunglig, på omedelbar naturåskådning grundad, religion tvärtom måste betraktas under synpunkten av en i hög grad utbildad liturgisk och sakrifikal teknik med i hög grad konstlade och rent av paradoxa element, med andra ord att den innehåller offerhymner, som är uttryck för en starkt utbildad präst- och offerreligion.